# Epigonichthys cingalensis
Epigonichthys cingalensis är en ryggsträngsdjursart som först beskrevs av George Willis Kirkaldy 1894.  Epigonichthys cingalensis ingår i släktet Epigonichthys och familjen Branchiostomatidae. Inga underarter finns listade i Catalogue of Life.